# Leibniz-Institut für Kristallzüchtung
Das Leibniz-Institut für Kristallzüchtung (IKZ) ist eine Forschungseinrichtung, die unter der Trägerschaft des Forschungsverbundes Berlin e. V. (FVB) steht und Mitglied der Wissenschaftsgemeinschaft Gottfried Wilhelm Leibniz (WGL) ist. Das Institut hat seinen Sitz in Berlin im Wissenschafts- und Wirtschaftsstandort Adlershof (WISTA), seine Forschungsaktivitäten sind der Grundlagenforschung im Gebiet der Naturwissenschaften und der Materialwissenschaft zuzuordnen.

## Geschichte
Das Institut ist aus dem ehemaligen „Technikum Kristallzüchtung“ des „Zentrums für wissenschaftlichen Gerätebau“ der Akademie der Wissenschaften der DDR hervorgegangen. Auf Grund einer Empfehlung des Wissenschaftsrats wurde das Institut am 1. Januar 1992 als wissenschaftliches Serviceinstitut neu gegründet.
Am 4. Juni 2008 erfolgte die Umbenennung in Leibniz-Institut für Kristallzüchtung.
Nach dem unerwarteten Weggang des früheren Direktors Roberto Fornari im Jahr 2013, wurde das Institut von 2013 bis 2017 von dem Kommissarischen Direktor Günther Tränkle geleitet, welcher auch Direktor des benachbarten Ferdinand-Braun-Instituts ist.
Seit 2018 wird das IKZ von Direktor Thomas Schröder geleitet, vorher Abteilungsleiter am IHP in Frankfurt (Oder).

## Aufgaben
Das Institut ist eine Forschungs- und Serviceeinrichtung, die sich mit der Entwicklung und Herstellung von kristallinen Werkstoffen befasst. Typische Anwendungsgebiete dieser Kristalle sind die Mikro-, Opto- und Leistungselektronik sowie die Photovoltaik, Optik, Lasertechnik und die Sensorik. Das Spektrum geht von der Grundlagenforschung bis zur technologischen Reife.
Das Forschungsprofil des IKZ beinhaltet:
- Erarbeitung experimenteller und theoretischer Beiträge zu den wissenschaftlich-technischen Grundlagen für die Züchtung, Bearbeitung und Charakterisierung von kristallinen Festkörpern;
- Züchtung, Bearbeitung, Charakterisierung von Kristallen für institutsinterne Zwecke, Projektpartner und Kunden in Forschungseinrichtungen und der Industrie;
- Entwicklung von Technologien zur Darstellung und Bearbeitung von Kristallen;
- Entwicklung von Verfahren und Ausrüstungen zur Kristallcharakterisierung;
- Entwicklung und Bau von Anlagenkomponenten für die Züchtung und Bearbeitung von Kristallen.

Als Verfahren zur Kristallzüchtung werden Methoden der Züchtung aus der Schmelze, aus der Gasphase und davon abgeleitete Verfahren zur Herstellung kristalliner Schichten verwendet.
Die Servicefunktion sind: Entwicklung und Bereitstellung von Kristallen, Anlagen und Verfahren für Kooperationspartner und Auftraggeber, national und international, Wahrnehmung von Mess- und Analyseaufgaben. Das Institut versteht sich als Kompetenzzentrum zu allen wesentlichen naturwissenschaftlichen und technischen Fragen, die die Züchtung und das Wachstum von Kristallen betreffen.

## Kooperationen
Das Institut unterhält Kooperationsbeziehungen zu verschiedenen nationalen und internationalen Universitäten, außeruniversitären Forschungseinrichtungen und der Wirtschaft.
Neben der Mitgliedschaft bei der Wissenschaftsgemeinschaft Gottfried Wilhelm Leibniz (WGL) ist das Leibniz-Institut für Kristallzüchtung auch Mitglied bei der Deutschen Gesellschaft für Kristallwachstum und Kristallzüchtung (DGKK).
Im universitären Bereich besteht eine durch die räumliche Nähe begünstigte enge Kooperation mit dem Institut für Physik der Humboldt-Universität zu Berlin am Campus Adlershof.

## Infrastruktur
Seit Juli 2010 gliedert sich das Institut in die drei Abteilungen Klassische Halbleiter, Dielektrika & Wide Bandgap Materialien sowie Schichten & Nanostrukturen. Des Weiteren steht der wissenschaftliche Service (u. a. numerische Modellierung, Anlagentechnik) zur Verfügung.
Mit dem Amtsantritt des neuen wissenschaftlichen Direktors Prof. Thomas Schröder im Februar 2018 und der Leibniz-Evaluation des Instituts im Dezember 2018 wurde ein neues Instituts-Konzept entwickelt – und vom Evaluierungsausschuss voll unterstützt – um die zukünftige Mission & Strategie des IKZ für Wissenschaft, Technologie sowie Service und Transfer zu stärken. Um diese Strategie bestmöglich umzusetzen, hat das IKZ seit dem 1. April 2019 seine Führungs- und Organisationsstruktur neu geordnet. Das Institut gliedert sich nunmehr in 4 Abteilungen: Volumenkristalle, Nanostrukturen & Schichten, Materialwissenschaften und Anwendungswissenschaften. Hinzu kommen die Technischen Dienste, allg. Service und die Verwaltung.
Im Institut arbeiten etwa 150 Personen; das Personal besteht etwa zu gleichen Teilen aus graduierten Wissenschaftlern und technischen Mitarbeitern.
Der Gesamtetat des Instituts liegt bei etwa 16,5 Millionen Euro, davon werden rund 12,8 Millionen Euro im Rahmen der Grundfinanzierung je zur Hälfte vom Bund und von den Ländern getragen [Stand 2023].